# Karakorum Highway

Verlauf des Karakorum Highways

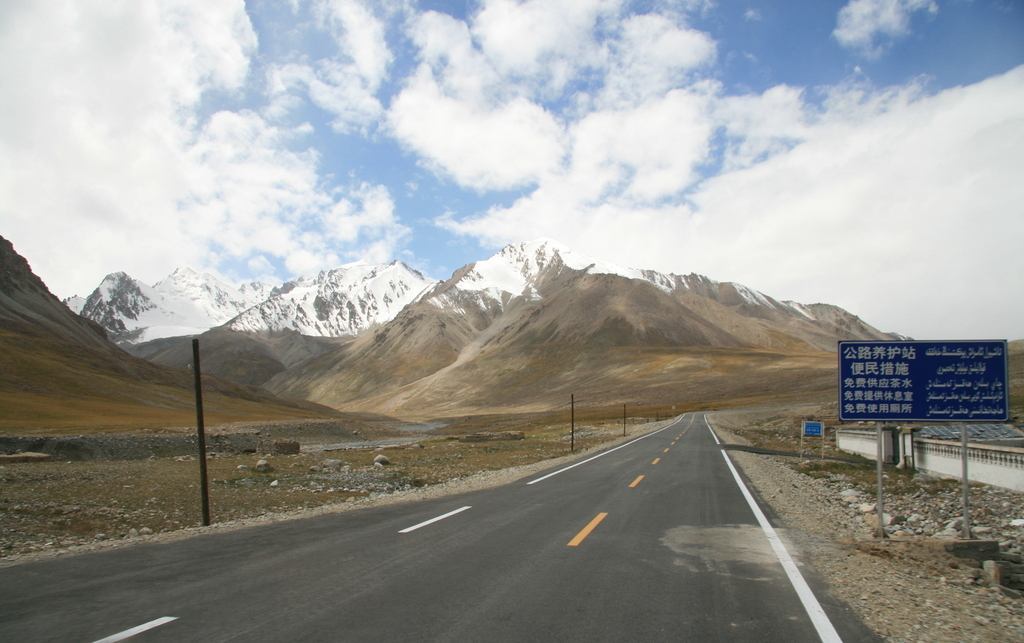
Der Karakorum Highway

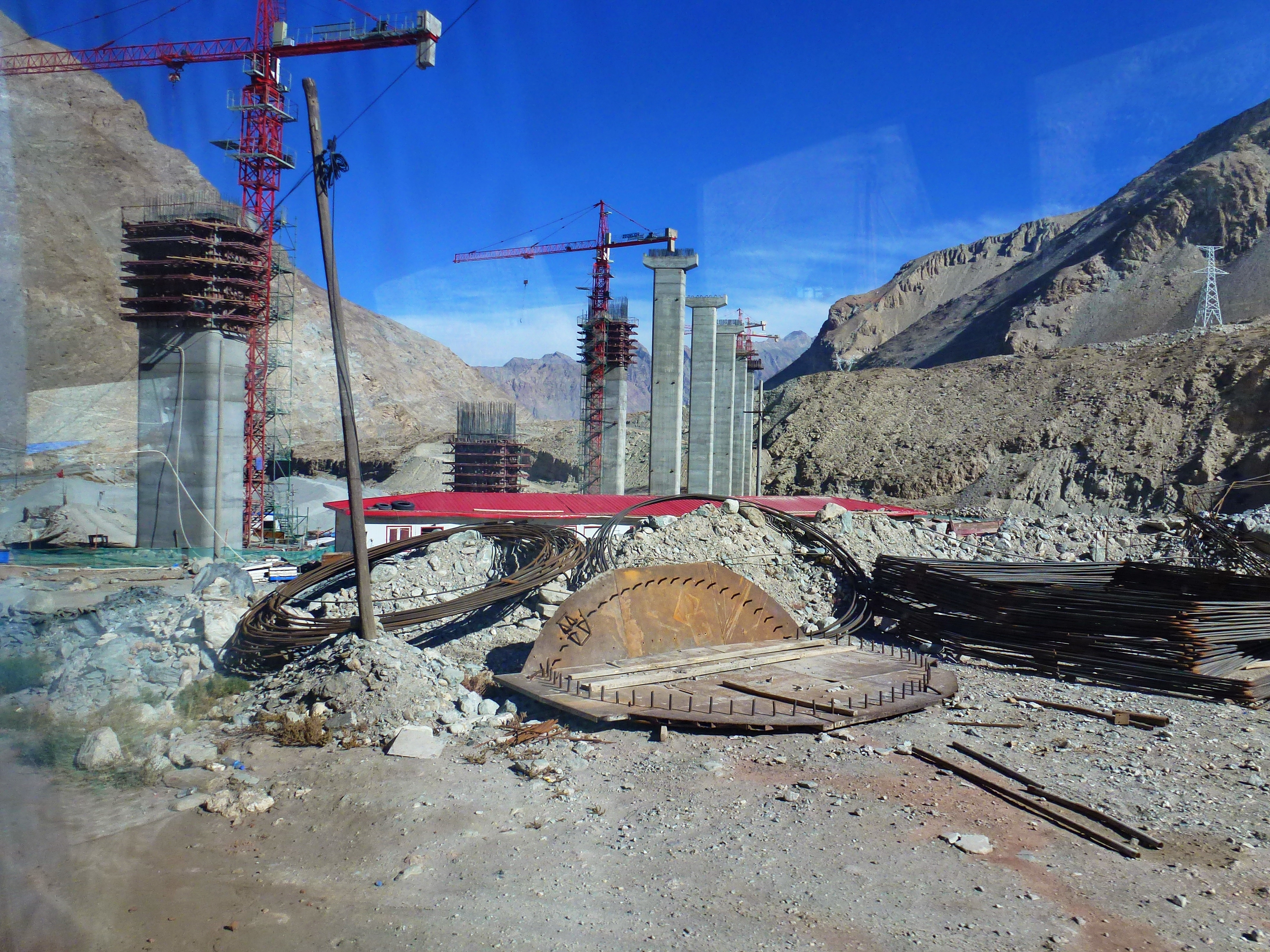
Baustelle für den neuen Karakorum-Highway

Der Karakorum Highway oder Karakoram Highway (KKH, Urdu شاہراہ قراقرم Schāhrāh-i Qarāquram; chinesisch 喀喇昆仑公路, Pinyin Kālākūnlún Gōnglù) ist eine internationale Fernstraße, die Kaschgar im Autonomen Gebiet Xinjiang (Westchina) mit Havelian im Distrikt Abbottabad im Nordwesten Pakistans verbindet. Die Straße führt auf 1284 km durch landschaftlich und kulturell sehr vielseitige Gebiete, entlang der Gebirge des Pamir, Karakorum, Himalaya und teilweise des Hindukusch und ist im Winter nicht befahrbar.

## Strecke
Auf pakistanischer Seite führt der KKH als N-35 über weite Strecken durch die Täler des Indus, des Gilgit und des Hunza. Der KKH führt am Achttausender Nanga Parbat vorbei. Der höchste Punkt der Strecke wird mit 4693 m am Khunjerab-Pass erreicht, der auch die Grenze zwischen Pakistan und China markiert. Der KKH gehört somit zu den höchstgelegenen Fernstraßen der Welt.

## Geschichte
Der Karakorum Highway wurde gemeinsam von China und Pakistan innerhalb von circa 20 Jahren erbaut und 1978 fertiggestellt. Den pakistanischen Teil bauten chinesische Organisationen und die Frontier Works Organization der pakistanischen Armee. Der Bau stellte aufgrund der häufigen Erdrutsche an teilweise schroffen Berghängen und der Höhe eine große Herausforderung dar. Offiziell kamen bei den Bauarbeiten 810 pakistanische und 82 chinesische Arbeiter ums Leben. Laut Schätzungen liegt die Anzahl der Toten bei über 1.000 Arbeitern. Viele der chinesischen Arbeiter sind in dem Chinesischen Friedhof in Danyor bestattet. 2004 wurde die Indus-Brücke bei Thakot zum Gedenken an die beim Bau Gestorbenen in Youyi Bridge (chinesisch: 友誼橋, übersetzt: Brücke der Freundschaft) umbenannt.
Seit 1986 ist die Straße auch für den Tourismus geöffnet. Auf chinesischer Seite ist er Teil der Nationalstraße 314, die anschließend von Kaschgar ostwärts nach Ürümqi führt.
Während die chinesische Seite während der Bauarbeiten die Anwesenheit ausländischer Beobachter ablehnte, wurden nach der Fertigstellung der Straße Touren im nordpakistanischen Bergland möglich, die unter anderem zur Entdeckung und Erschließung der etwa 1500 Inschriften und über 10.000 Felsbilder am Karakorum Highway führten.
Nach einem gewaltigen Bergsturz ins Hunzatal am 4. Januar 2010 hat der hierdurch aufgestaute Attabad-See mittlerweile 22 km (Stand Mai 2010) des Karakorum Highway unter Wasser gesetzt. Da befürchtet wurde, dass der Damm brechen könnte, wurde in drei weiteren Jahren der obere Teil des Bergsturzes abgetragen und die Größe des Attabad-Sees wieder verkleinert.
Im September 2015 wurde die von China erbaute Umfahrungsstraße in Form von mehreren Tunneln um den Attabad-See eröffnet.

## Ausbau
China baute die auf pakistanischer Seite mittlerweile komplett asphaltierte Strecke zu einer mehrspurigen Straße weiter aus. Ziel war es, die Fahrzeit von 30 auf 20 Stunden zu senken und die Strecke im Winter und für große Lkw befahrbar zu machen. Dadurch soll der Export von Waren nach Pakistan erhöht werden und der Hafen Karatschi angebunden werden. Der Bau kostete umgerechnet rund 400 Millionen Dollar. Geplant war auch eine Pipeline entlang der Straße, um Erdgas aus dem Iran zu beziehen. Zwischenzeitlich klagen Anwohner, dass die zuständigen Behörden in Pakistan die für Witterungsschäden besonders anfällige Verbindung nicht angemessen instand halten, so dass die frisch sanierte Straße rasch wieder verfällt.

## Abbildungen

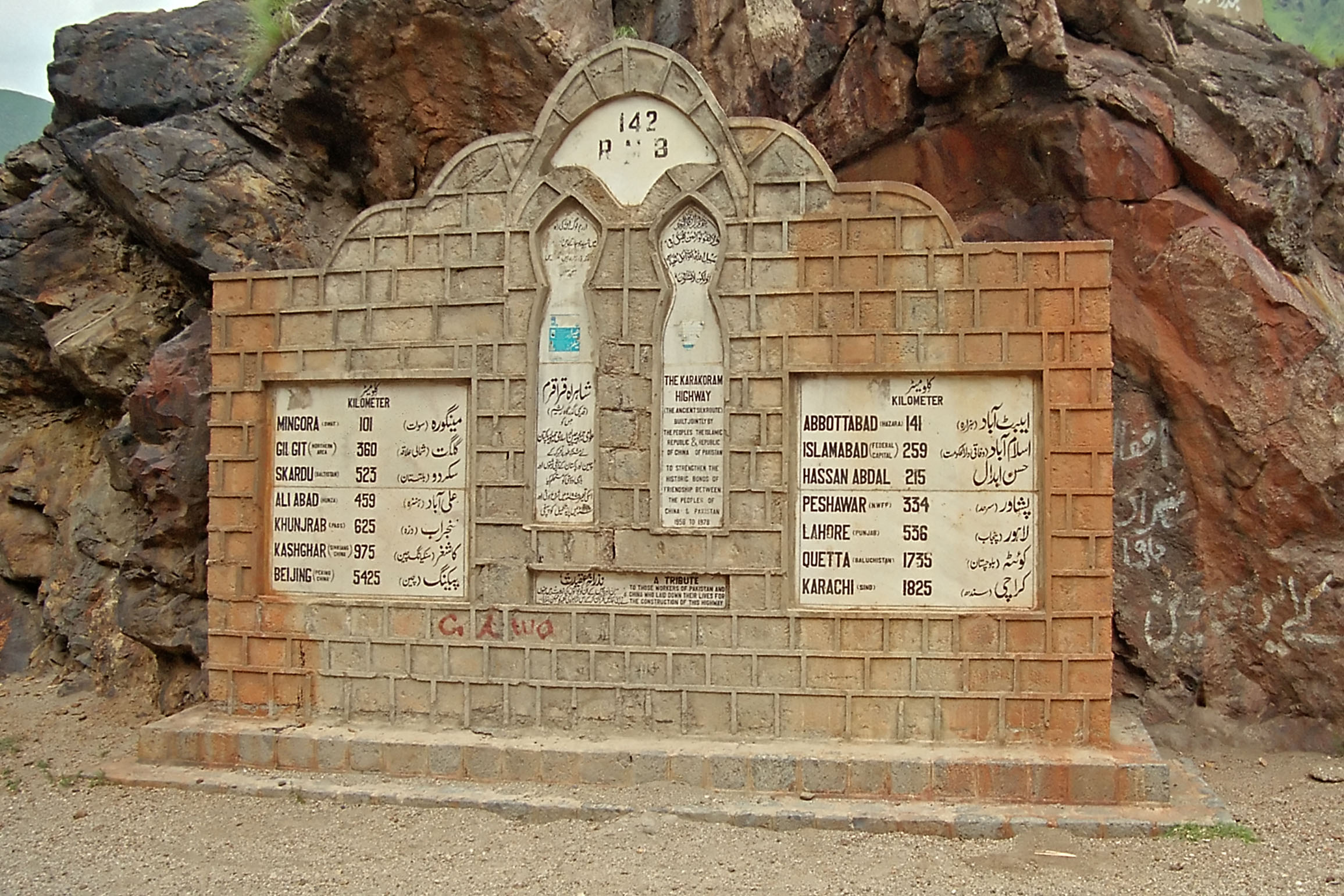
Meilenstein bei Besham in Pakistan
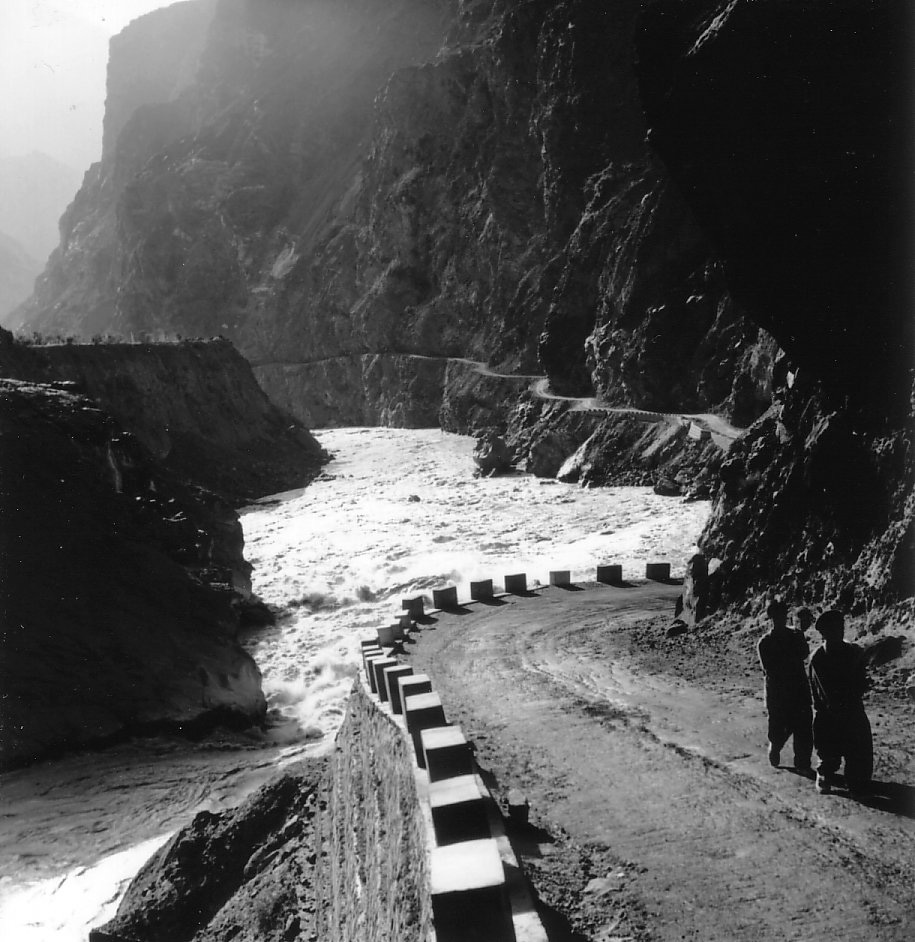
Seitenstraße entlang des Indus
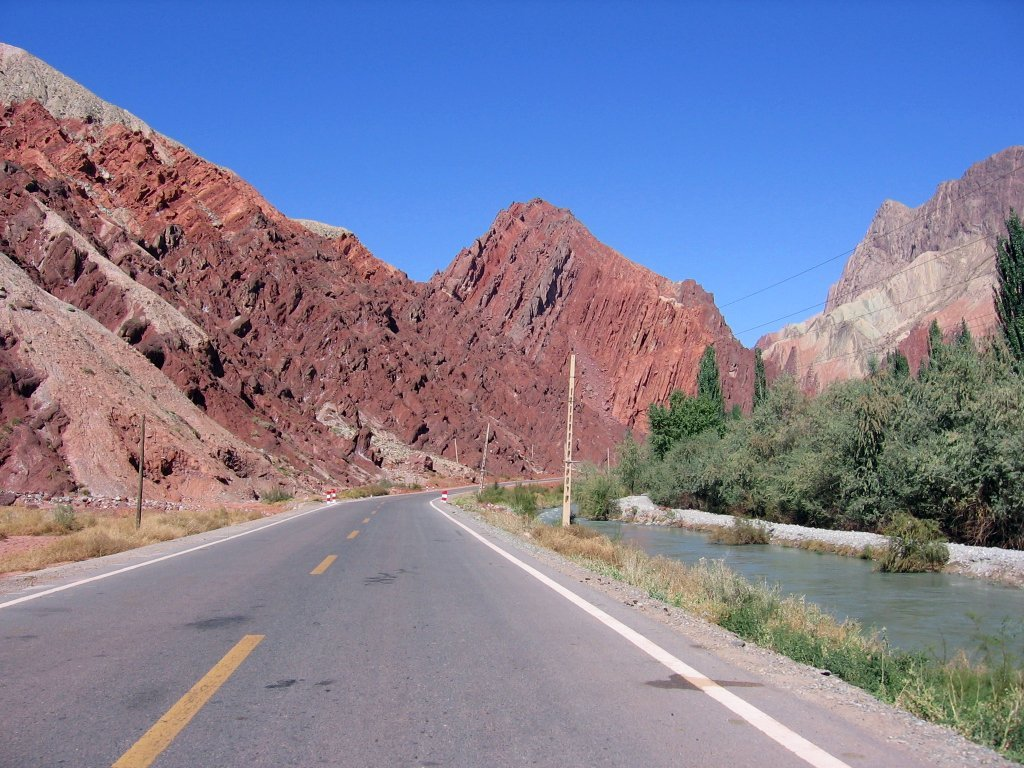
Im Autonomen Gebiet Xinjiang in China
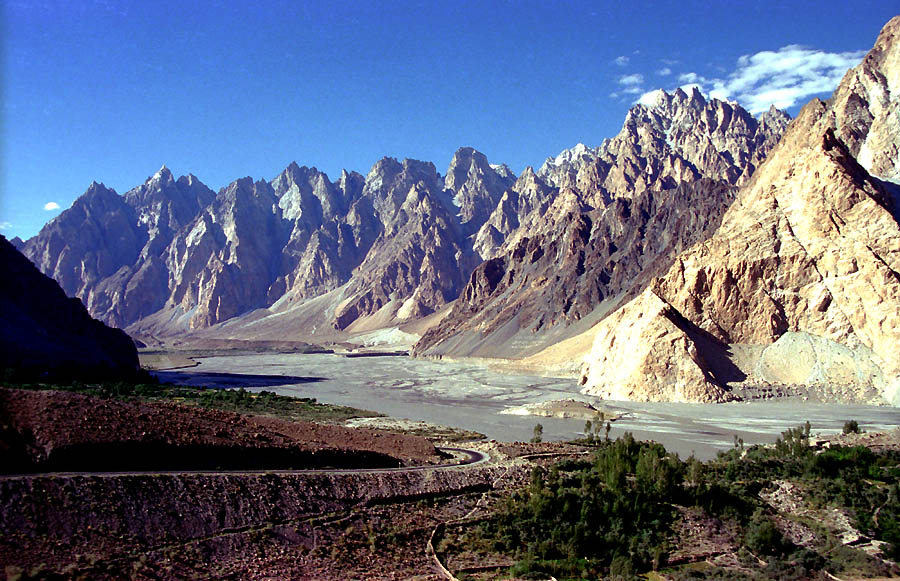
Nahe der Stadt Passu in Pakistan
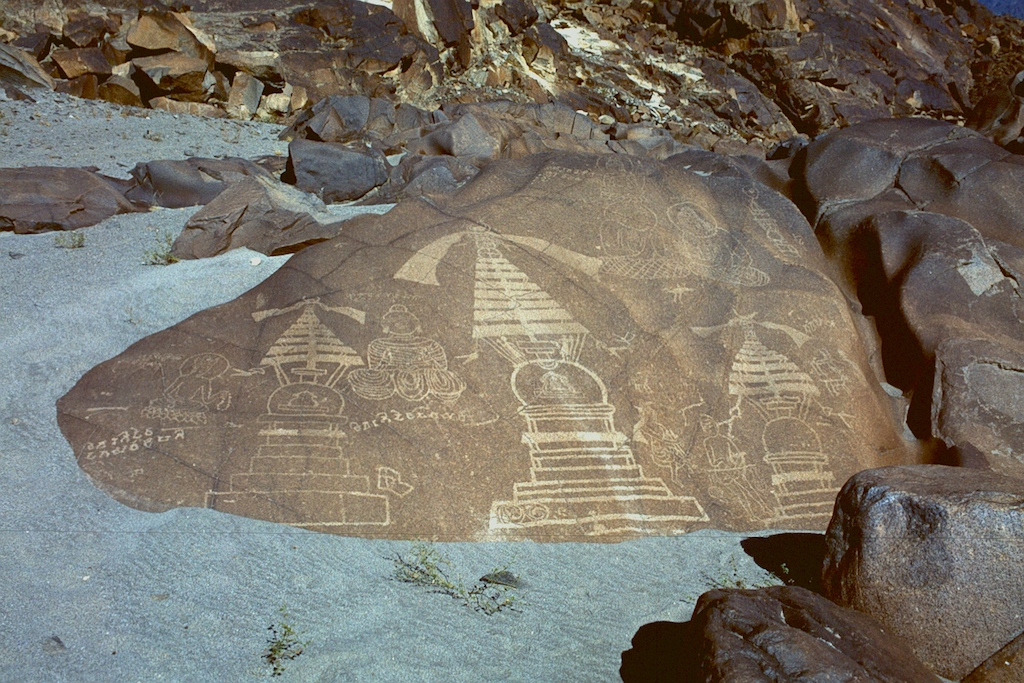
Buddhistische Felszeichnungen bei Chilas in Pakistan